# Gottfried von Werlhof
Wilhelm Gottfried Werlhof, seit 1776 von Werlhof, (* 4. Oktober 1744 in Hannover; † 4. Mai 1832 in Celle) war ein deutscher Instanzrichter.

## Leben
Gottfried war ein Sohn des Arztes und Dichters Paul Gottlieb Werlhof und Enkel des aus Lübeck stammenden Rechtswissenschaftlers Johann Werlhof. Zuvor nur von Privatlehrern unterrichtet begann er im Herbst 1762 sein Studium der Rechtswissenschaften an der Universität Göttingen. In Göttingen ist er als Mitglied der Hannoverschen Landsmannschaft wie auch des Studentenordens Ordre de l'Esperance nachgewiesen.
1765 beendete er sein Studium und trat als Auditor in die Justizkanzlei Hannover ein. 1767 wurde er dort zum außerordentlichen und 1771 zum wirklichen Hof- und Kanzleirat befördert. 1775 wurde von Werlhof auf Vorschlag der Calenberger Landschaft zum Richter am Oberappellationsgericht in Celle gewählt. Am 18. März 1776 wurde er durch Kaiser Joseph II. in den erblichen Reichsadelsstand erhoben und hatte damit bereits im Alter von 31 eine Lebensstellung erreicht.
1786 ließ er sich wegen eines Augenleidens in Dresden durch den Hofaugenarzt Casamatta operieren und erblindete infolge des Eingriffs völlig. Der 41-jährige Richter verzweifelte nicht an seinem Schicksal, sondern richtete sich auf sein Handicap ein. Die Akten wurden ihm von dafür abgestellten Beamten vorgelesen und andere mussten für ihn die präzise vorgegebenen Bibliotheksrecherchen zur Absicherung seiner Rechtsmeinungen durchführen. So wurde er trotz seiner Behinderung 1800 Vizepräsident des Oberappellationsgerichts Celle und übernahm in diesem Zusammenhang die Auflage, bis zum Ableben seines pensionsberechtigten Amtsvorgängers, seine Planstelle als Gerichtsrat des Gerichts weiter auszufüllen. Auch diese Doppelbeschäftigung meisterte er. In der Franzosenzeit arbeitete das Gericht zunächst weiter, allerdings flossen die Bezüge für die Richter unter König Jérôme nur unregelmäßig und dann auch nicht in voller Höhe. Am 1. September 1810 wurde das Celler Gericht zum Appellationsgericht im Königreich Westphalen und hatte französisches Recht anzuwenden; jetzt schied von Werlhof aus dem Justizdienst aus. Werlhof privatisierte von einer Pension von 5000 Franc, die heimlich durch den ehemaligen hannoverschen Landesherrn König Georg III. aus London aufgebessert wurde. Mit Ende der Franzosenzeit trat er sein Richteramt als Vizepräsident wieder an und wurde 1815 zum Kommandeur des Guelphen-Ordens ernannt. Ebenfalls 1815 wurde er Ehrendoktor der Universität Göttingen. Am 21. Juni 1824 erhielt er den Rang eines Generalleutnants des Königreichs Hannover verbunden mit dem Titel Exzellenz verliehen und das Großkreuz des Guelphen-Ordens beigelegt. Nachdem er 1825 sein 50. Amtsjubiläum in Celle gefeiert hatte, zwang ihn zunehmende Schwerhörigkeit im Oktober 1831 dazu, um Entlastung von den Amtsgeschäften als Richter zu bitten. Er verstarb 1832 nur wenige Stunden nach seiner Ehefrau.

## Familie
Am 18. Juli 1771 heiratete er Henriette Kramer (1751–1832), die Tochter des verstorbenen Bürgermeisters Kramer in Sulingen. Aus der Ehe gingen elf Kinder hervor. Die Familie setzte sich im Mannesstamm nach seinem ältesten Sohn fort.
- Gottlieb von Werlhof (1772–1842), hannoverscher Kanzleidirektor in Göttingen, der 1820 das Michaelishaus erwarb
  - August von Werlhof (1809–1895), Richter
    - Anna von Werlhof (1857–1932) ⚭ Louis von Kamphövener (1843–1927), Generalleutnant
- Ernst August von Werlhof (1778–1857), Jurist und Mitglied des Staatsrats des Königreichs Hannover
- Theodor Heinrich von Werlhof (1791–1854), hannoverscher Regierungsrat